# Johnny Mølby
Johnny Mølby (Kolding, 4 febbraio 1969) è un allenatore di calcio ed ex calciatore danese, di ruolo centrocampista, tecnico del Viborg FF.

## Biografia
È cugino di Jan Mølby.

## Carriera

### Giocatore
Ha militato nell'Alborg, nel Nantes e nel Borussia Mönchengladbach e con la sua Nazionale ha fatto parte della spedizione svedese ad Euro '92.

## Palmarès

### Nazionale
- Campionato d'Europa: 1

1992